# Christian megye (Kentucky)
Christian megye az Amerikai Egyesült Államokban, azon belül Kentucky államban található. Megyeszékhelye Hopkinsville, legnagyobb városa Hopkinsville. Lakosainak száma 72 748 fő (2020. április 1.). Christian megye Hopkins, Muhlenberg, Todd, Montgomery, Stewart, Trigg és Caldwell megyékkel határos.

## Népesség
A megye népességének változása:
| Lakosok száma | 74 155 | 73 561 | 75 504 | 74 167 | 73 309 | 72 748 |
|               | 2010   | 2011   | 2012   | 2013   | 2015   | 2020   |